# Rezerwat przyrody Kępa Redłowska
Rezerwat Kępa Redłowska – krajobrazowy rezerwat przyrody o powierzchni 121,91 ha utworzony w 1938 roku, w granicach administracyjnych Gdyni, w Redłowie.

## Charakterystyka
Rezerwat jest częścią nadmorskiej klifowej wysoczyzny morenowej zwanej Kępą Redłowską. Celem ochrony jest zachowanie naturalnych lasów bukowych oraz naturalnego stanowiska jarząba szwedzkiego. W rezerwacie występują charakterystyczne rośliny (rokitnik zwyczajny, podrzeń żebrowiec, wawrzynek wilczełyko, bluszcz pospolity) i specyficzne procesy geologiczne abrazji morskiej. Jest to pierwszy rezerwat utworzony na obszarze byłego województwa gdańskiego (historycznego woj. pomorskiego sprzed 1939 roku) i jeden z najstarszych w Polsce.

## Geologia
Wysoki brzeg w Orłowie ma budowę wielowarstwową i składa się z gliny zwałowej, piasku o różnej granulacji (często z rdzawymi naciekami pochodzącymi od związków żelaza), iłu przewarstwionego piaskiem mułkowym, warstwy kamieni zwanej brukiem morenowym oraz piasku zawierającego pył węglowy. U samej podstawy ściany zalegają głazy narzutowe, znajduje się tam również wychodnia złoża węgla brunatnego (z zachowanymi pniami dawnych drzew), odsłaniana w czasie sztormów.

## Awifauna
Najpowszechniej występują tu stada łabędzi niemych, łysek, a także kaczek: krzyżówek, czernic i gągołów. Żywią się one głównie glonami i bezkręgowcami zbieranymi z dna i głazów. Inne spotykane tutaj ptaki to mewy: śmieszki, siwe, srebrzyste oraz siodłate. Rzadziej obserwowane są żywiące się rybami kormorany. Podczas ostrych zim zalatują niekiedy z zamarzniętych wód słodkich nurogęsi.